# Benedikt Jóhannesson
Benedikt Jóhannesson (né le 4 mai 1955 à Reykjavik) est un éditeur, homme d'affaires et homme politique islandais, fondateur et leader du parti Viðreisn. À la suite des élections législatives du 29 octobre 2016, il devient ministre des Finances au sein du gouvernement Benediktsson le 11 janvier 2017.
Éditeur des journaux Ský (depuis 2005) et Vísbending (depuis 2006), il fonde le parti Renaissance en 2016 dont il devient le président, puis, après être élu député lors des élections législatives de 2016, il devient Président de la Commission Économie et commerce de l'Althing et Ministre des Finances et des Affaires économiques